# Aphrodite IX
Pour les articles homonymes, voir Aphrodite (homonymie).
Aphrodite IX est une série de comic books américain de science-fiction scénarisé par David Wohl et dessinée par David Finch, éditée sous le label Top Cow des éditions Image Comics de 2000 à 2002. En France, la série a été publiée par les éditions Semic en 2002.
La série tient son nom du personnage principal éponyme Aphrodite IX, une androïde consciente, au maquillage et à la chevelure vert-pomme, conçue pour l'infiltration et l'assassinat.

## Synopsis
Aphrodite IX est une androïde femelle qui devient amnésique peu après avoir été envoyée en mission sous couverture. Ce qui apporte du mystère sur ce qu'elle fait et pour qui, le tout s'aggravant par de nouveaux épisodes d'amnésie. Lorsqu'elle prend conscience qu'elle a été conçue pour tuer, elle trouve l'idée de plus en plus désagréable et commence à avoir des désirs et faire des rêves, comme un être humain. Cela lui affecte le moral, mais pas son efficacité, et son conditionnement reprend vite le dessus quand sa vie est en jeu. Cherchant des indices sur son passé et sa véritable identité, elle tombe sur un complot impliquant une société secrète de cyborgs qui tentent de renverser le gouvernement en place.

## Historique de la publication
Le numéro #0 d' Aphrodite IX est sorti dans le magazine Wizard le 30 novembre 1996. À l'origine prévu par Top Cow pour être une publication mensuelle, seulement 6 numéros et un album furent publiés. Les numéros #1 et #2 sortirent en 2000. Avant que le numéro 3 de la série ne sorte au début de 2001, Finch fut remplacé par Clarence Lansang (les deux seront crédités pour ce numéro #3), mais  il ne restera alors plus que deux numéros écrit sous la direction de Lansang (Un numéro #1/2, résumant les précédents événements de l'histoire et contenant une dizaine de pages de "Pin-ups" réalisées par divers artistes, et le numéro #4, qui continue l'histoire mais ne la termine pas). Aphrodite IX apparaît toujours sur le site Top Cow comme une série "en cours" de publication, bien que Wohl soit passé à d'autres projets.
Un album (couverture souple) "Aphrodite IX: Time Out of Mind", réunissant tous les numéros existants, fut publié en 2003. 
Un projet de dessin animé d' Aphrodite IX fut mis en route, mais à part un Trailer sorti au début de 2005, il semble que le projet ait été abandonné.
Un androïde similaire à Aphrodite IX, nommé Aphrodite IV, fit son apparition dans les pages de la série Cyberforce de Top Cow.
Une Aphrodite se retrouve également en couverture de "Witchblade #119", où elle apparaît brandissant la Witchblade mais cette Aphrodite se trouve être Aphrodite IV, la même que celle apparue dans Cyberforce. Cette couverture est quelque peu trompeuse car à aucun moment elle porte la Witchblade dans les pages du numéro.

## Personnage principal
Aphrodite IX est une androïde consciente conçue pour effectuer des assassinats et des missions d'infiltration. Aphrodite IX ne conserve aucun souvenir de ses faits et gestes, son cerveau étant programmé tout effacer de sa mémoire à la fin de chaque mission, apparemment pour protéger ses commanditaires, si ce n'est elle-même.
Aphrodite IX est un super canon sexy dont l'apparence est une véritable marque de fabrique : un maquillage et des cheveux vert-pomme (y compris un petit rond sur les pommettes), des costumes ultra moulants cernés de ceintures de munitions, des bottes montantes à hauts talons, sans oublier un très grand couteau à la ceinture et un ou deux gros calibres.

## Publications

### Publications originales
- Aphrodite IX #0 (03/2001) David Finch, David Wohl / David Finch / Marco 'Madman' Galli, Jason Gorder, Victor Llamas, Joe Weems V
- Aphrodite IX #1 (09/2000) David Finch, David Wohl / David Finch / Victor Llamas, Joe Weems V
- Aphrodite IX #2 (03/2001) David Wohl / David Finch / Victor Llamas, Joe Weems V
- Aphrodite IX #3 (12/2001) David Wohl / David Finch, Clarence Lansang / D-Tron, Matt Banning, Jason Gorder, Victor Llamas
- Aphrodite IX #4 (03/2002) David Wohl / Brian Ching, Clarence Lansang / Jason Gorder, Jay Leiste

### Publications françaises
- Aphrodite IX n°1 (03/2002) #0-1
- Aphrodite IX n°2 (06/2002) #2-3
- Aphrodite IX n°3 (09/2002) #4

## Film
En 2009, Top Cow a annoncé l'adaptation cinématographique d'Aphrodite IX.